# Guinecourt
Guinecourt ist eine französische Gemeinde mit 14 Einwohnern (Stand 1. Januar 2022) im Département Pas-de-Calais in der Region Hauts-de-France. Sie gehört2 zum Arrondissement Arras. Sie liegt im Kanton Saint-Pol-sur-Ternoise und ist Mitglied des Kommunalverbandes Ternois.

## Lage
Die Gemeinde Guinecourt liegt im Artois auf einem Plateau zwischen den Flüssen Ternoise und Canche und auf halbem Weg zwischen den Städten Montreuil-sur-Mer und Arras. Nachbargemeinden von Guinecourt sind Croisette im Nordosten, Héricourt im Südosten, Blangerval-Blangermont im Süden,  Linzeux im Südwesten sowie Œuf-en-Ternois im Nordwesten.

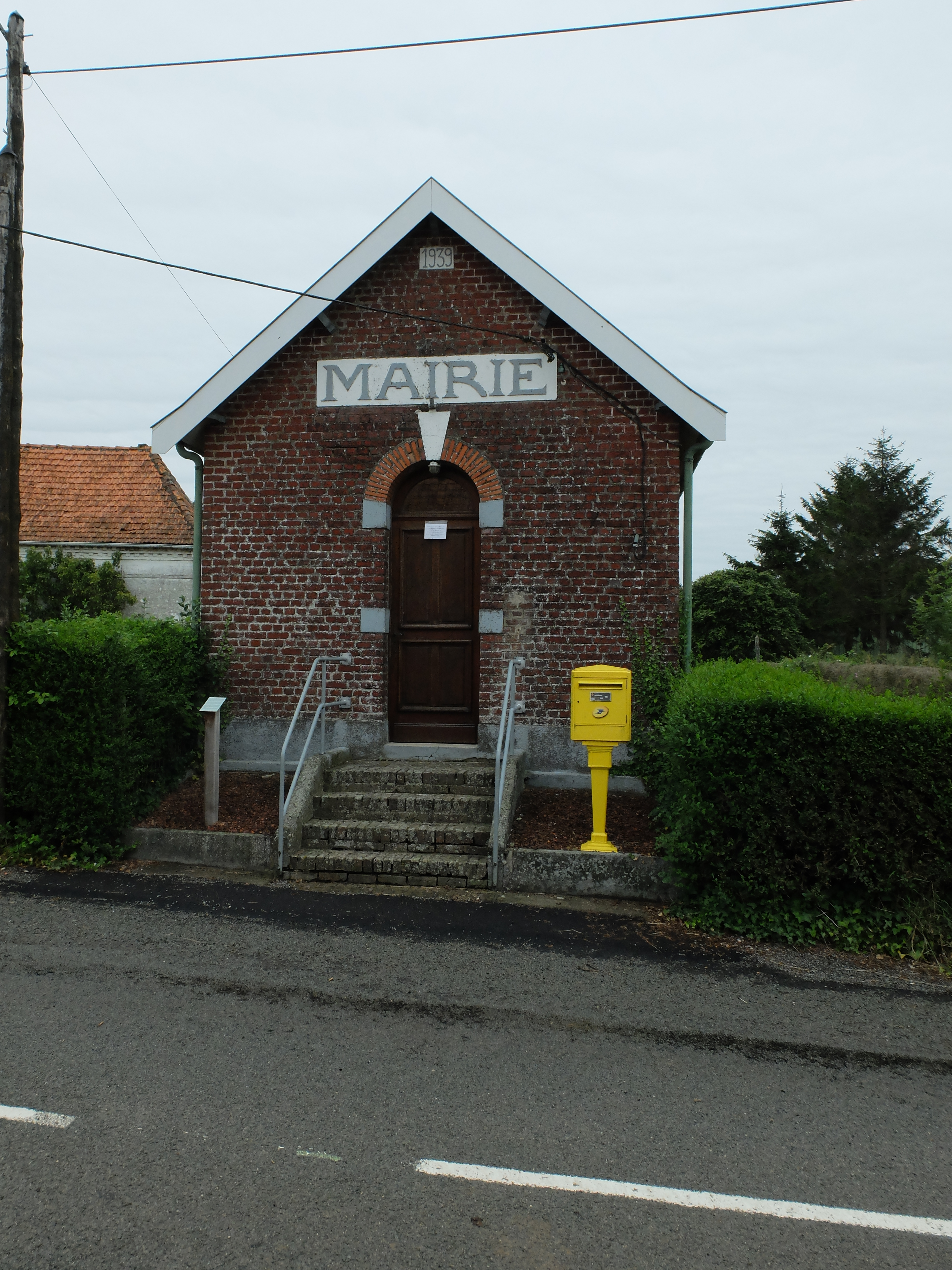
Mairie Guinecourt